# Cauco
Cauco (Lombardisch: Cauch) is een gemeente en plaats in het Zwitserse kanton Graubünden, en maakt deel uit van het district Moësa.
Cauco telt 37 inwoners.

## Geschiedenis
Op 1 januari 2015 fuseerde Cauco met Arvigo, Braggio en Selma tot de gemeente Calanca.